# Hwangnam-ppang

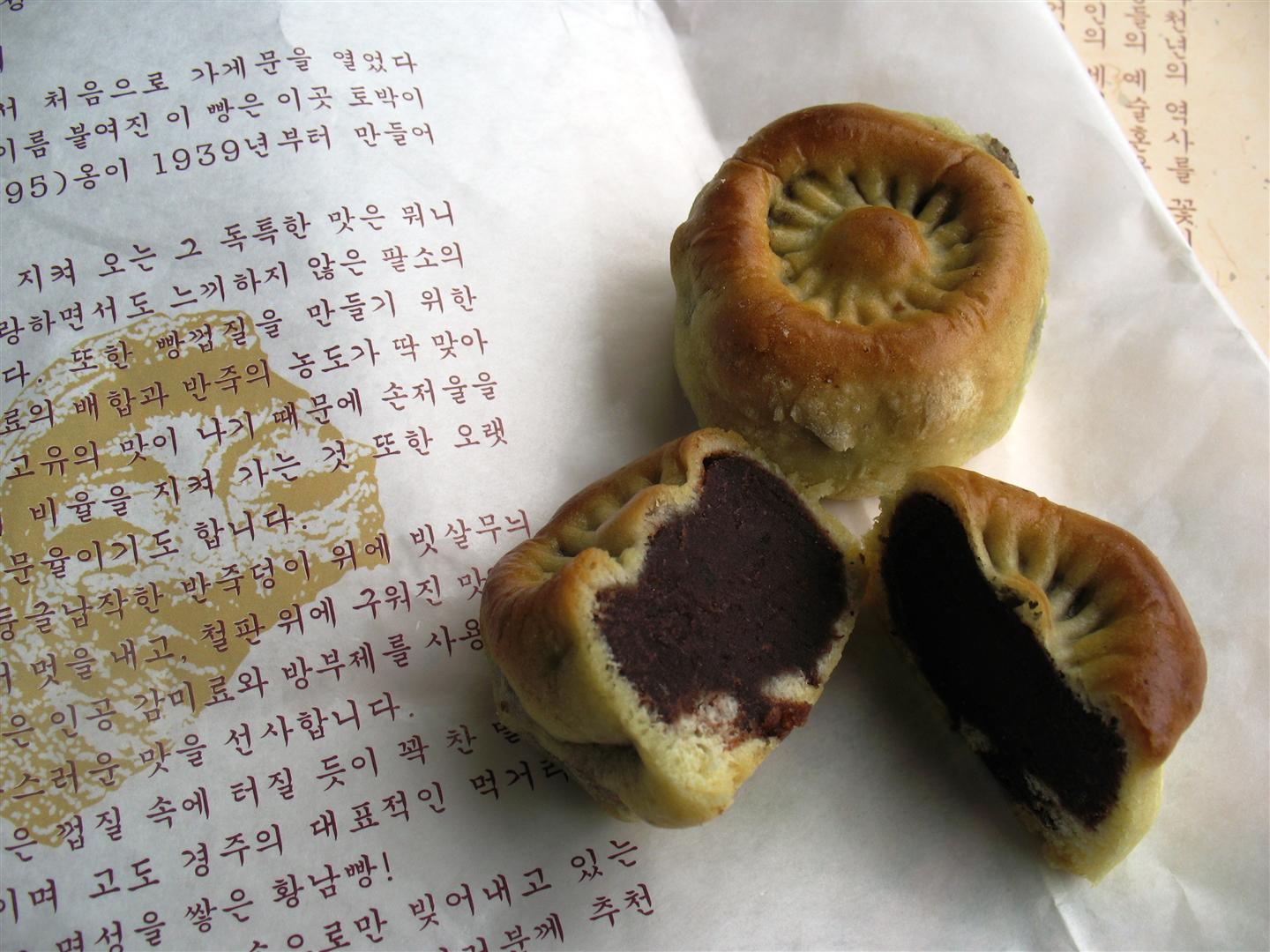
Hwangnam-ppang.

Le hwangnam-ppang (황남빵), aussi appelé pain de Gyeongju, est un pain sucré coréen fourré avec de la pâte de haricots rouges. Cette pâtisserie est une spécialité de la ville de Gyeongju. Un motif de chrysanthème est généralement dessiné sur le dessus.
Il a été désigné « spécialité régionale remarquable » par le gouvernement coréen,.